# Marinho Peres
Mário Peres Ulibarri (Sorocaba, 1947. március 19. – 2023. szeptember 18.) válogatott brazil labdarúgó, edző.

## Pályafutása

### Klubcsapatban
Pályafutását a São Bento csapatában kezdte. 1967 és 1971 között a Portuguesa játékosa volt. 1972-ben a Santos szerződtette és még ugyanebben az évben debütált a válogatottban is. 1974 és 1976 között a Barcelona csapatát erősítette. A későbbiekben játszott még az Internacional, a Galícia és az America-RJ csapataiban is.  

### A válogatottban
1972 és 1974 között 15 alkalommal szerepelt a brazil válogatottban és 1 gólt szerzett. Részt vett az 1974-es világbajnokságon. 

### Edzőként
Edzőként sok csapatnál megfordult. Dolgozott Portugáliában a Vitória Guimarães, a Belenenses, a Sporting és a Marítimo csapatainál. Brazíliában az America-RJ, a Santos, a União São João, a Botafogo, a Juventude, a Paysandu együtteseit irányította. 1998-ban kinevezték az El salvadori válogatott szövetségi kapitányi posztjára.

## Sikerei, díjai

### Játékosként
Internacional
- Gaúcho bajnok (1): 1976
- Brazil bajnok (1): 1976

### Edzőként
Belenenses
- Portugál kupa (1): 1988–89

## Külső hivatkozások
- Marinho Peres adatlapja a National-Football-Teams.com oldalon (angolul)

- Marinho Peres (játékosként) (angol nyelven). SambaFoot.com
- Marinho Peres (edzőként) (angol nyelven). SambaFoot.com
- Marinho Peres (angol nyelven). FootballDatabase.eu